# Orwell (Nowy Jork)
Orwell – miasto w Stanach Zjednoczonych, w stanie Nowy Jork, w hrabstwie Oswego.